# 芝浦
芝浦（しばうら）は、東京都港区の地名。現行行政町名は芝浦一丁目から芝浦四丁目。住居表示実施済区域。

## 概要
東京湾に面した、港区東部の芝浦港南地区総合支所管内に属する地域である。運河が多い埋立地であり、ほぼ全域がJR山手線の東側に位置する。工場やオフィス、倉庫などの商工業施設が大半を占めるが、高層住宅も存在する（後述）。また、JR田町駅芝浦口周辺を中心に商店街・飲食店街がある。
現在の芝浦は、明治時代から昭和時代初期にかけて、遠浅の海を埋め立てて船舶が接岸できる港を作ることを目的とした「隅田川口改良工事」によって成立しており、工事第1期の埋立3～5号地と第3期の埋立2～6号地に当たる。港区芝・三田とはJR山手線・京浜東北線の線路で、港区海岸・港南とは運河で接している。
東京都都市整備局が2022年に発表した地震に対する総合危険度の町丁別評価では、芝浦一丁目から四丁目までいずれも、5段階評価のうち相対的に都内で最も安全とされる「レベル1」となった。
芝浦の町域内には鉄道駅はないが、田町駅・三田駅・日の出駅・芝浦ふ頭駅などが近い。

## 地理

### 地名
「芝浦」とは「芝の浦」の意味であり、もともとは芝地域一帯の東京湾を指す言葉であった。この地域一帯の地名に見られる「芝」とは文字通り植物の芝のことで、芝が生い茂った地であり、その沖の海底部分であるため「芝浦」と呼ばれるようになったといわれている。
また、「芝」とは芝沖の海苔の養殖に使う木の枝「ひび」（竹篠）のことであり、「ひび」の並んだ海であることから「芝浦」となった、とする説もある。芝浦は現在では行政区画上の芝浦一〜四丁目の地域のことであるが、広義では港区海岸・港南の全域を含む山手線よりも東京湾寄りの埋め立て地域全体を指し、山手線よりも内側で、元々陸地の部分が「芝」と呼ばれる。

### 地価
住宅地の地価は、2025年（令和7年）1月1日の公示地価によれば、芝浦2-3-27の地点で228万円/m2となっている。

## 歴史

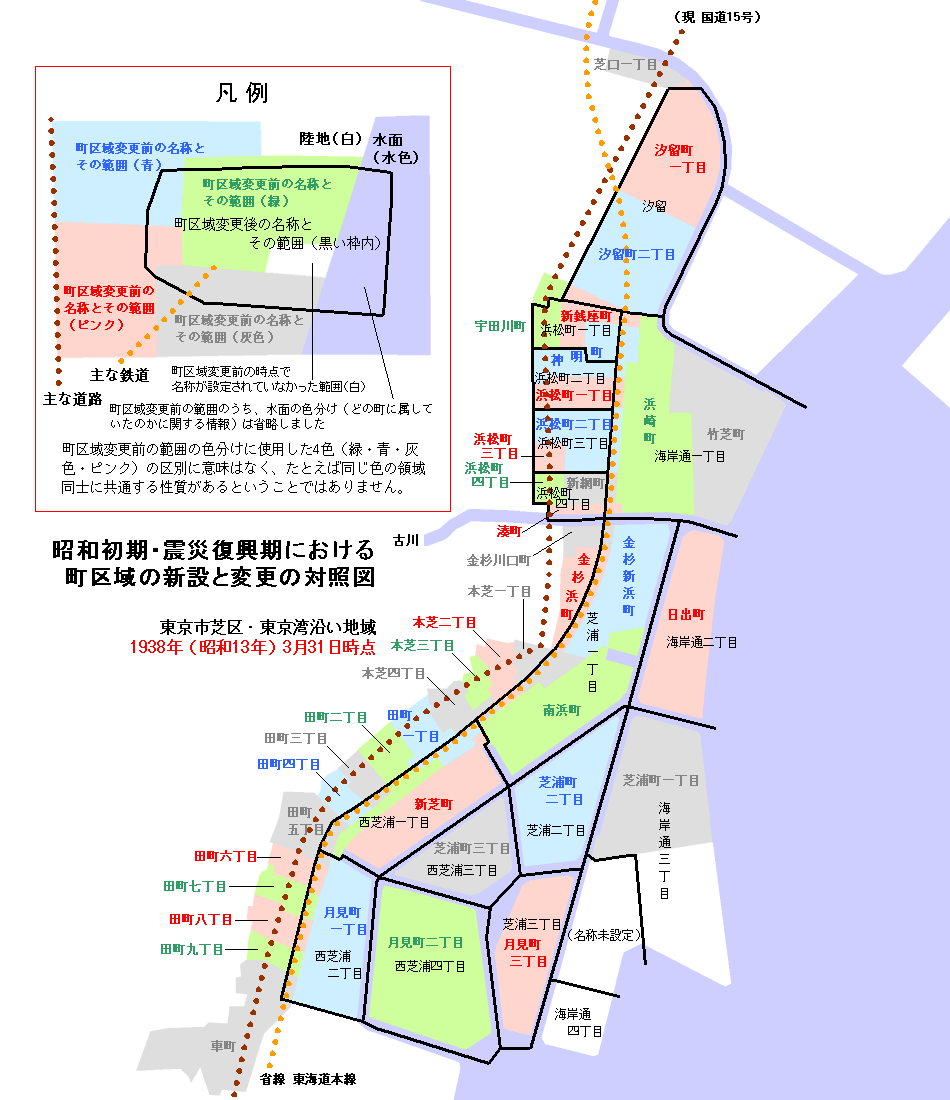
昭和初期、芝区では埋立地や区画整理が実施された地区を中心に町名整理が行われた。

現在の芝浦一帯は、かつては江戸湾（東京湾）の海底だった。中世から東京湾の重要な海運拠点で、戦国時代には後北条氏の水軍の一拠点であったとされ、北条氏の縁戚である吉良頼康と玉縄城主北条綱成の管理下に置かれた。

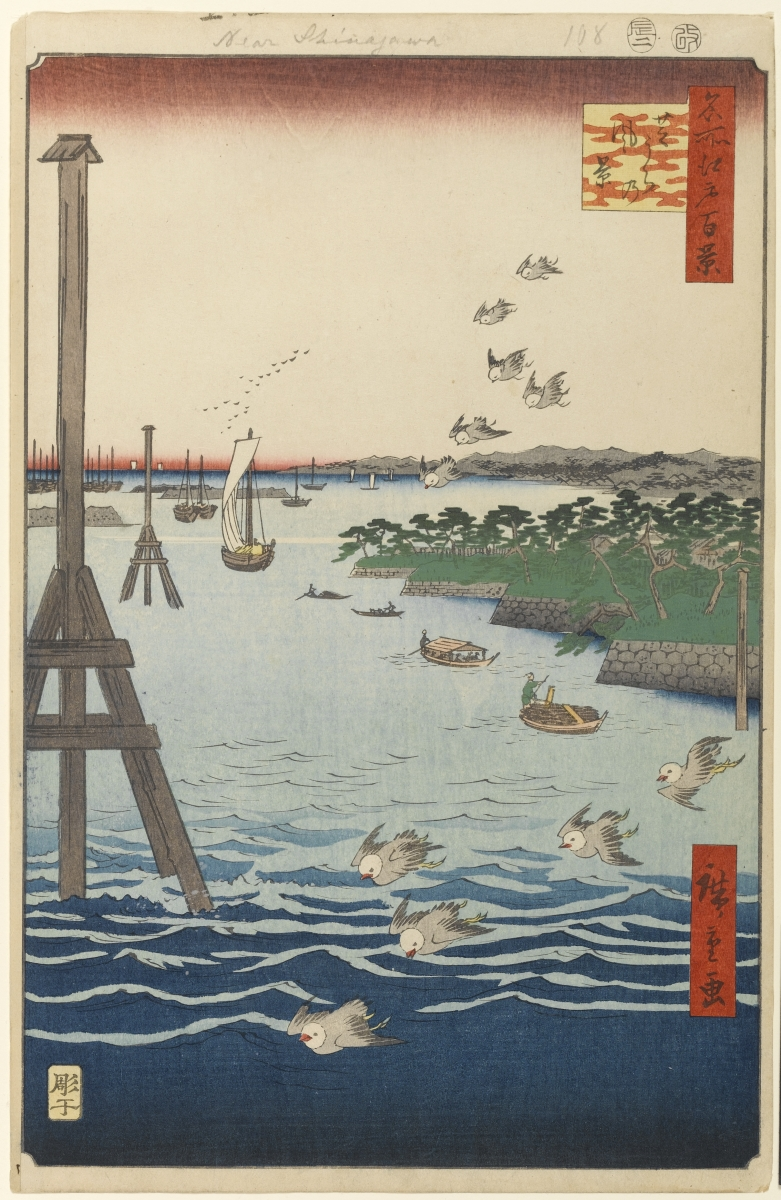
歌川広重「名所江戸百景」より『芝うらの風景』

江戸時代には芝の雑魚場と呼ばれて栄えた。また芝浦で採れた魚は芝肴（）と称され江戸に広く出回り、将軍にも献上された。いわゆる江戸前である。特に芝海老は特産となった。芝浦では海苔の養殖も行われた。
大正時代から太平洋戦争による中断を挟んで昭和30年代まで花街が存在した。当時の痕跡を示す見番の建物は修改築され、2020年から港区立伝統文化交流館として活用されている。
1920年に創立した日本初のプロ野球チーム「日本運動協会」の発祥の地である。当時埋め立てが進んだ芝浦を本拠地としていたことから、「芝浦協会」とも呼ばれていた。また、日本初の放送が行われた場所もこの芝浦の地である。
1980年代後半のバブル景気の頃には、土地が比較的安いことからディスコやライブハウスが多数作られ、「ウォーターフロント」と呼ばれて流行の発信地となった。

### 沿革
- 1912年（明治45年）隅田川口改良工事が始まり、そのとき浚渫された土砂を使って芝浦地区の埋め立てが開始される。
- 1919年（大正8年）2月 芝浦海面埋立地が完成し、翌3月に芝浦町一〜三丁目が成立、東京市芝区に所属する。
- 1932年（昭和7年）芝浦町一丁目に外国・国内の貨物船専用桟橋である芝浦桟橋（芝浦埠頭）が完成する。
- 1936年（昭和11年）1月1日 芝浦町とその周辺の町域整理を実施。芝浦町二丁目に周辺地域をあわせて新たに芝浦一〜三丁目が成立する。また、芝浦町三丁目に周辺地域をあわせて西芝浦一〜四丁目が起立され、芝浦町一丁目は海岸通三丁目に変更となった。
- 1947年（昭和22年）芝区が赤坂区・麻布区と合併して新たに港区が成立。それに伴い、芝浦地区は東京都港区芝浦・西芝浦となる。
- 1964年（昭和39年）7月1日 芝浦地区に住居表示が実施され、芝浦に西芝浦を統合し、現行の芝浦一〜四丁目が成立する。

### 町名の変遷
| 実施後     | 実施年月日   | 実施前（各町名ともその一部）           |
| ---------- | ------------ | -------------------------------------- |
| 芝浦一丁目 | 1964年7月1日 | 芝浦一丁目                             |
| 芝浦二丁目 | 1964年7月1日 | 芝浦二丁目                             |
| 芝浦三丁目 | 1964年7月1日 | 西芝浦一丁目、西芝浦三丁目             |
| 芝浦四丁目 | 1964年7月1日 | 芝浦三丁目、西芝浦二丁目、西芝浦四丁目 |

## 再開発
その全面が埋め立て地であり、その為工場や倉庫が多かった芝浦では、バブル景気崩壊後の1990年代以降、付近の汐留や品川などの埋め立て地と同様、再開発が盛んになった。
その代表的なものが、2007年（平成19年）に竣工した大規模な高層住宅群「芝浦アイランド」である。都営バス操車場、新三井製糖工場などの跡地に「ケープタワー」や「エアタワー」、「グローヴタワー」など、高さ160メートル程度の高層マンションが4棟建設された。また同じ芝浦四丁目の沖電気工業の本社及び工場跡地にも高層住宅「CAPITAL MARK TOWER」が同年10月に竣工した。2016年1月には芝浦一丁目のヤナセ本社跡地に高層住宅「グローバルフロントタワー」が建設された。
これらに伴う児童数の増加に対応するために、芝浦一丁目にあった東京ガスの施設の跡地を再開発して2022年4月、港区立芝浜小学校が開校した。

## 世帯数と人口
2025年（令和7年）4月1日現在（港区発表）の世帯数と人口は以下の通りである。
| 丁目       | 世帯数     | 人口     |
| ---------- | ---------- | -------- |
| 芝浦一丁目 | 2,112世帯  | 3,675人  |
| 芝浦二丁目 | 2,703世帯  | 4,541人  |
| 芝浦三丁目 | 1,223世帯  | 2,028人  |
| 芝浦四丁目 | 8,890世帯  | 18,007人 |
| 計         | 14,928世帯 | 28,251人 |

### 人口の変遷
国勢調査による人口の推移。
| 年                 | 人口   |
| ------------------ | ------ |
| 1995年（平成7年）  | 8,999  |
| 2000年（平成12年） | 8,563  |
| 2005年（平成17年） | 9,950  |
| 2010年（平成22年） | 18,792 |
| 2015年（平成27年） | 22,237 |
| 2020年（令和2年）  | 26,113 |

### 世帯数の変遷
国勢調査による世帯数の推移。
| 年                 | 世帯数 |
| ------------------ | ------ |
| 1995年（平成7年）  | 4,151  |
| 2000年（平成12年） | 4,317  |
| 2005年（平成17年） | 5,680  |
| 2010年（平成22年） | 9,827  |
| 2015年（平成27年） | 11,275 |
| 2020年（令和2年）  | 13,432 |

## 学区
区立小・中学校に通う場合、学区は以下の通りとなる（2022年4月現在）。
| 丁目       | 番地     | 小学校           | 中学校           |
| ---------- | -------- | ---------------- | ---------------- |
| 芝浦一丁目 | 1～5番   | 港区立芝小学校   | 港区立三田中学校 |
| 芝浦一丁目 | 6～16番  | 港区立芝浜小学校 | 港区立港南中学校 |
| 芝浦二丁目 | 全域     | 港区立芝浜小学校 | 港区立港南中学校 |
| 芝浦三丁目 | 全域     | 港区立芝浜小学校 | 港区立港南中学校 |
| 芝浦四丁目 | 1～19番  | 港区立芝浦小学校 | 港区立港南中学校 |
| 芝浦四丁目 | 20～22番 | 港区立芝浜小学校 | 港区立港南中学校 |

## 交通

### 鉄道
- JR東日本  山手線・ 京浜東北線
  - 田町駅

### 道路
- 東京都道316号日本橋芝浦大森線（旧海岸通り）
- 東京都道409号日比谷芝浦線

## 事業所
2021年（令和3年）現在の経済センサス調査による事業所数と従業員数は以下の通りである。
| 丁目       | 事業所数    | 従業員数 |
| ---------- | ----------- | -------- |
| 芝浦一丁目 | 296事業所   | 24,015人 |
| 芝浦二丁目 | 221事業所   | 6,177人  |
| 芝浦三丁目 | 609事業所   | 41,397人 |
| 芝浦四丁目 | 440事業所   | 25,296人 |
| 計         | 1,566事業所 | 96,885人 |

### 事業者数の変遷
経済センサスによる事業所数の推移。
| 年                 | 事業者数 |
| ------------------ | -------- |
| 2016年（平成28年） | 1,273    |
| 2021年（令和3年）  | 1,566    |

### 従業員数の変遷
経済センサスによる従業員数の推移。
| 年                 | 従業員数 |
| ------------------ | -------- |
| 2016年（平成28年） | 65,428   |
| 2021年（令和3年）  | 96,885   |

## 施設

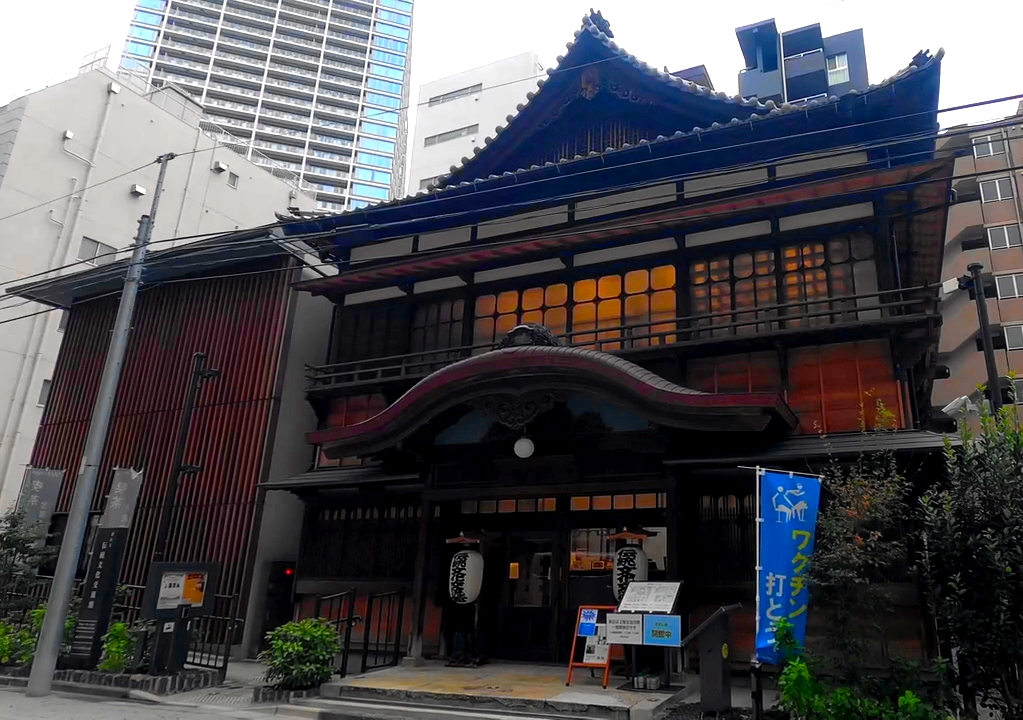
港区立伝統文化交流館

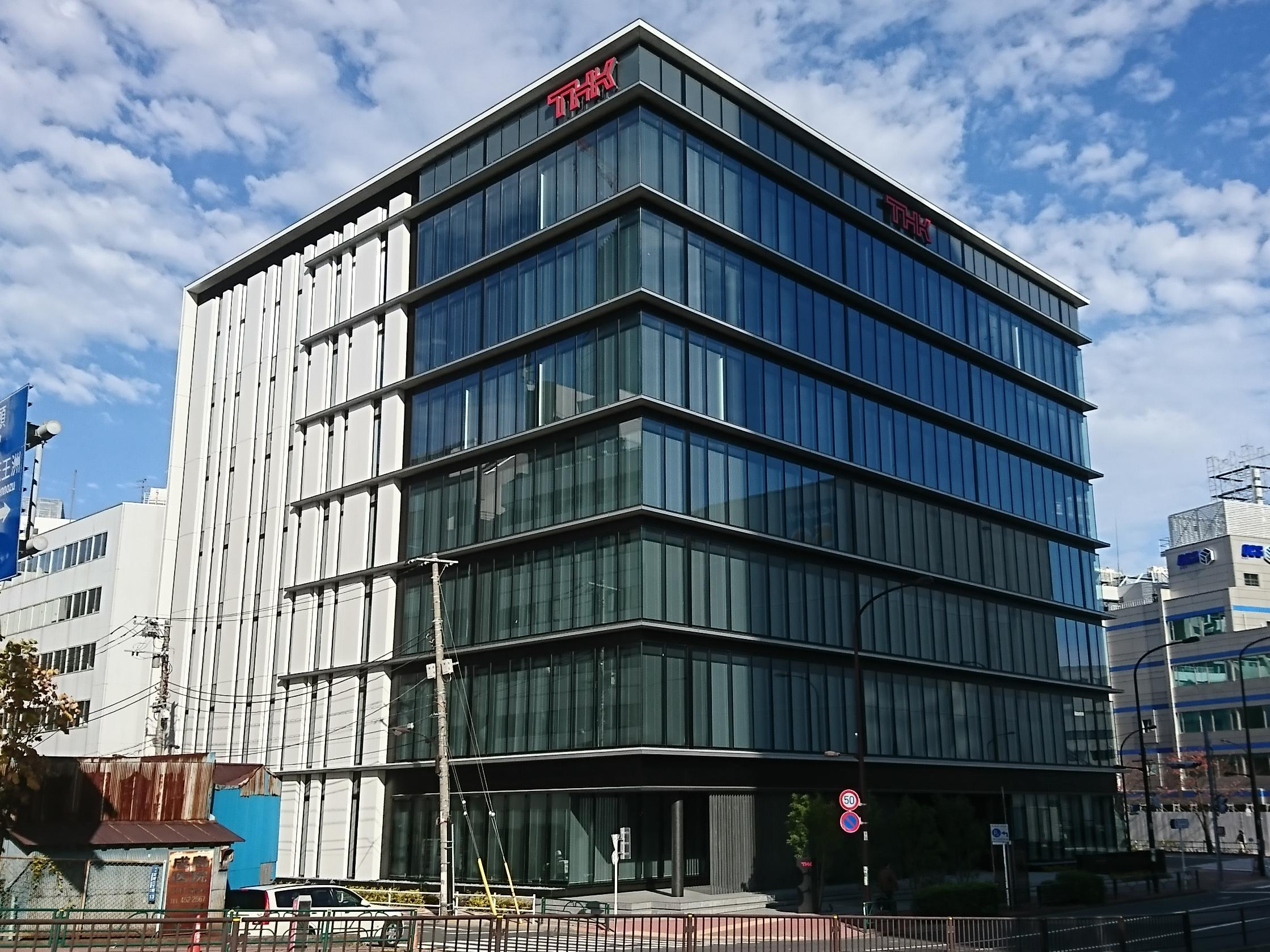
THK本社

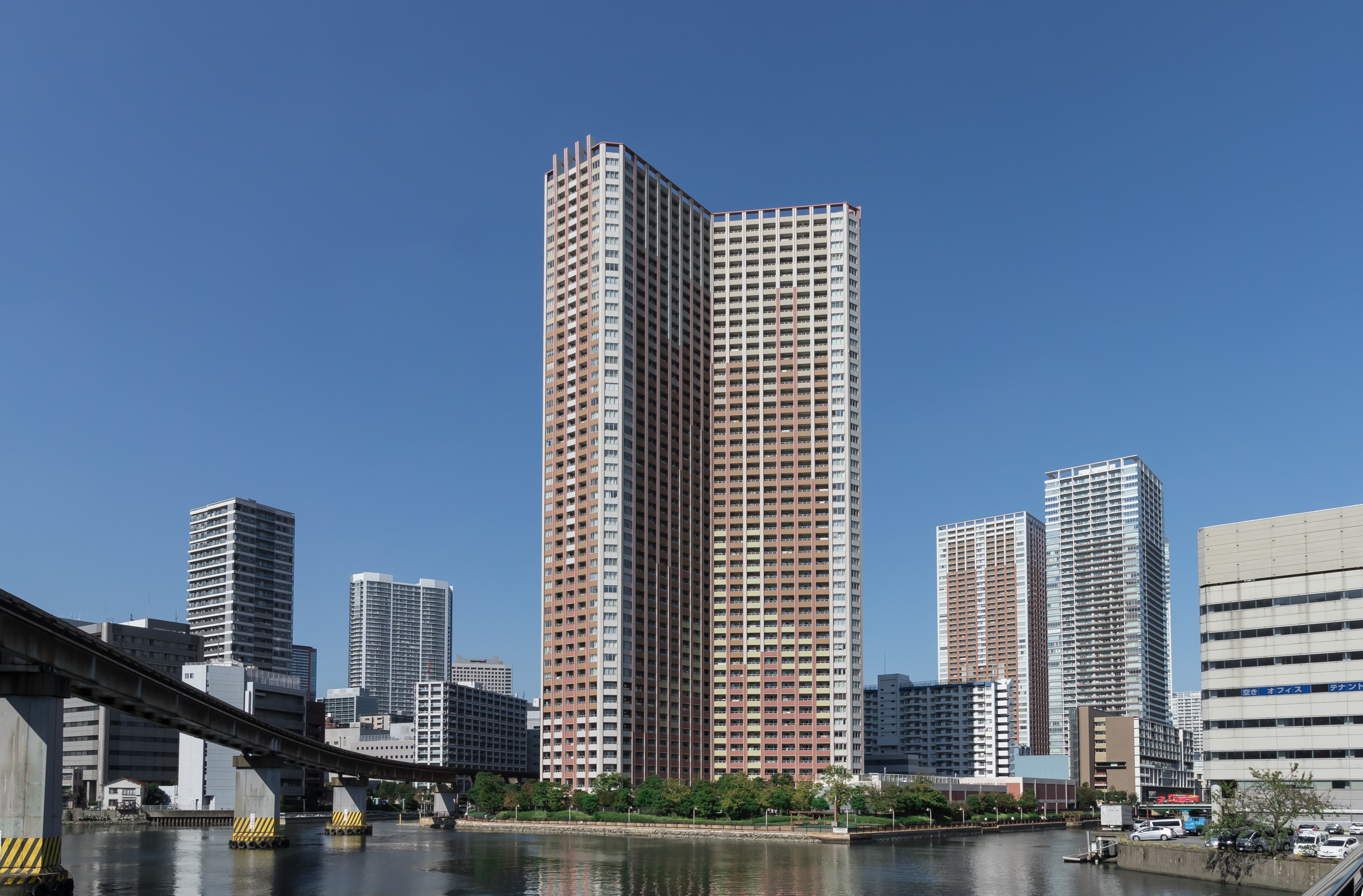
芝浦アイランド

### 芝浦一丁目
- 港区立芝浜小学校
- 浜松町ビルディング（東芝・コスモ石油本社）
- 森永芝浦ビル（森永製菓本社）
- ヤナセ本社
- 東京ポートボウル
- 港区立みなとパーク芝浦
  - 港区役所芝浦港南地区総合支所
  - 港区スポーツセンター
- 港区立芝浦公園
- 愛育病院
- 港区立伝統文化交流館
- シーバンス

### 芝浦二丁目
- THK本社
- 五十嵐冷蔵本社

### 芝浦三丁目
- 東京工業大学田町キャンパス（附属科学技術高等学校)
- 田町駅（芝浦口）
- msb（） Tamachi ステーションビル
  - 三菱自動車工業本社
  - サントリー食品インターナショナル本社
- バンダイナムコアミューズメント本社

### 芝浦四丁目
- 港区立芝浦小学校
- 芝浦アイランド
- 住友不動産三田ファーストビル（旧・住友不動産三田ツインビル東館）
  - ホテルヴィラフォンテーヌ東京田町
- キャピタルマークタワー
- トヨタモビリティ東京本社
- 関電工本社
- フジエクスプレス東京営業所

### かつて存在した施設
- 東京高等工芸学校
- 芝浦工業大学芝浦キャンパス
- ジュリアナ東京 - 1990年代前半の世相を象徴した大規模ディスコ
- インクスティック芝浦ファクトリー - バブル期に人気となったライブハウス
- 田町ハイレーン
- 株式会社ジェイ・シー・エム - プラスeなどを手掛けた企業[20]

## 芝浦が舞台になった作品
- 名所江戸百景・金杉橋芝浦 - 安藤広重作。名所江戸百景のうち金杉橋と奥に広がる芝浦を描いた一枚。
- 西部警察 - よくロケーションで使われていた。
- ゴジラvsモスラ（大河原孝夫監督）
- 侠骨一代（マキノ雅弘監督）

## 芝浦の名が付く企業・団体等
- 東芝 - 芝浦製作所が重電系部門の源流。その後、1939年（昭和14年）の東京電気との合併で東京芝浦電気という名称になり、1984年（昭和59年）にその略称であった現社名になった。
- 芝浦メカトロニクス（旧芝浦製作所（2代目）） - 東芝系の産業用電気機器メーカー
  - 芝浦自販機 - 上記会社から自販機の事業を分社化して新規設立した会社。
- 芝浦電産 - 日本のモーター製造会社。その後に日本電産が買収して日本電産シバウラとなる。後に日本電産パワーモータと合併し日本電産テクノモータとなり、現在はニデックテクノモータ。
- 石川島芝浦機械 - 日本の農業機械メーカー。その後に親会社 (IHI) の社名変更によりIHIシバウラとなる。
- 芝浦工業大学 - 東京都江東区豊洲にある工科系の私立大学。豊洲キャンパスができる前に、芝浦キャンパスが芝浦にあったことに由来している。
- 芝浦屠場 - 正式名称は、東京都中央卸売市場食肉市場。
- 芝浦ジャガーズ - 港区芝浦小学校を活動拠点とした1978年に設立された少年野球チーム。

## その他

### 日本郵便
- 集配担当する郵便局と郵便番号は以下の通りである[21]）。

| 丁目       | 郵便番号 | 郵便局     |
| ---------- | -------- | ---------- |
| 芝浦一丁目 | 105-0023 | 銀座郵便局 |
| 芝浦二丁目 | 108-0023 | 高輪郵便局 |
| 芝浦三丁目 | 108-0023 | 高輪郵便局 |
| 芝浦四丁目 | 108-0023 | 高輪郵便局 |